# Brie-sous-Chalais
Brie-sous-Chalais – miejscowość i gmina we Francji, w regionie Nowa Akwitania, w departamencie Charente.
Według danych na rok 1990 gminę zamieszkiwało 159 osób, a gęstość zaludnienia wynosiła 0 osób/km² (wśród 1467 gmin regionu Poitou-Charentes Brie-sous-Chalais plasuje się na 836. miejscu pod względem liczby ludności, natomiast pod względem powierzchni na miejscu 813.).